# Zele gracilis
Zele gracilis är en stekelart som beskrevs av Van Achterberg 1979. Zele gracilis ingår i släktet Zele och familjen bracksteklar. Inga underarter finns listade i Catalogue of Life.